# Taxeotis intextata
Taxeotis intextata är en fjärilsart som beskrevs av Achille Guenée 1858. Taxeotis intextata ingår i släktet Taxeotis och familjen mätare. Inga underarter finns listade i Catalogue of Life.

## Bildgalleri

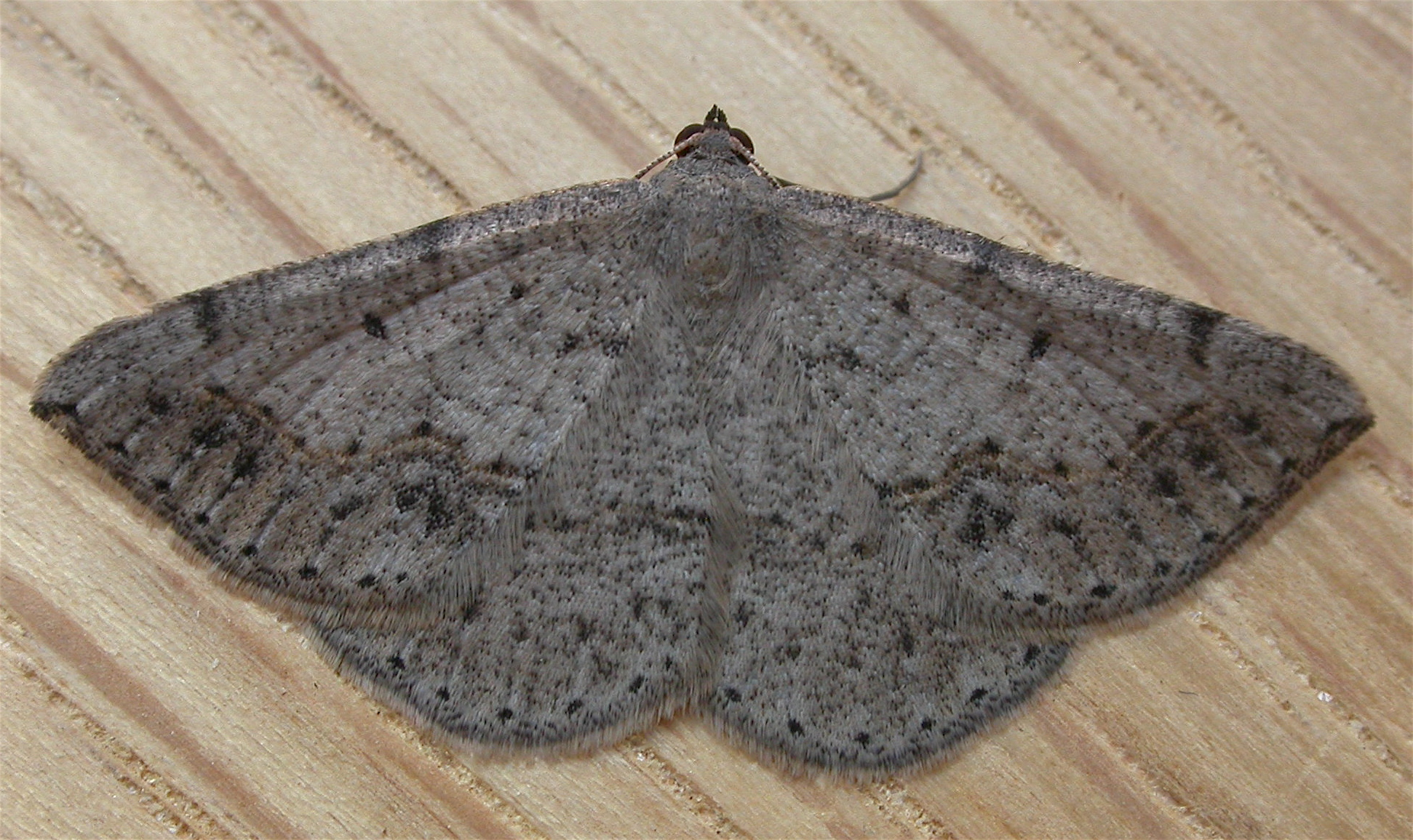